# Zu Els guerrers de la Muntanya Màgica
|  | Aquest article tracta sobre el film de 1983. Si cerqueu el film de 2001, vegeu «Zu – La llegenda». |

|  | El títol d'aquest article és incorrecte a causa de limitacions tècniques. El títol correcte de l'article és Zu: Els guerrers de la Muntanya Màgica. |

Zu: Els guerrers de la Muntanya Màgica (新蜀山劍俠) és una pel·lícula hongkonguesa de 1983 del gènere sobrenatural, wuxia, i fantàstic dirigida per Tsui Hark i basada en la novel·la xianxia Llegenda de l'Espadatxí de les Muntanyes de Shu (zh) de Huanzhulouzhu. A la pel·lícula se la coneix per combinar elements del cinema d'acció de Hong Kong amb tecnologia d'efectes especials proporcionada per un equip d'artistes occidentals que incloïa Robert Blalack. Va servir com a influència per a la pel·lícula estatunidenca de 1986 Big Trouble in Little China.

## Premissa
Durant dinastia Tang el desertor de l'exèrcit Dik Ming kei, que havia estat perseguit per vampirs fins a la muntanya de Zu, és rescatat pel mestre Ding Yan i es converteix en el seu deixeble. Quan són emboscats pel Diable de la Sang, el caça-dimonis Hsiao Yu i el seu deixeble Yat Jan de la secta Kun Lun acudeixen a ajudar. Amb l'ajuda del mestre Cheung Mei aconsegueixen retenir el Diable de la Sang mentre cerquen les Espases Duals per a destruir-lo.
El mestre Ding pren el ferit Hsiao Yu i el porta fins a la Fortalesa Celestial on sol·licita l'ajuda de la mestressa, però Ding resulta haver estat enverinat pel Diable de la Sang i es rendeix a la Força Obscura. Trobaran Dik i Yat Jan les Espases Duals i destruiran el Diable de la Sang?

## Repartiment
- Sammo Hung com a Chang Mei
- Yuen Biao com a Di Ming-qi/ (Dik Ming-kei)
- Adam Cheng com a Ding Yin/ (Ding Yan)
- Brigitte Lin com la Reina de Gel
- Moon Lee com un dels guàrdies de la Reina de Gel
- Judy Ongg de la Dama Li I-chi
- Corey Yuen de Deixeble de Líder Diable
- Damian Lau de Xiao Ru/ (Hsiao Yu) de K'un Lun
- Mang Hoi de Yi Zhen/ Yat Jan de K'un Lun
- Norman Chui d'Espasa del Cel
- Chung Fat de Comandant Blau
- Dick Wei de Comandant Blau
- Ha Kwong-li de Ji Wu-shuang/ Chi Wu-chuang
- Ka Lee de soldat de l'Exèrcit Taronja
- Fung Hak-on de Deixeble de Líder Diable
- Yuen Miu com un soldat de l'Exèrcit Taronja
- Sai Gwa-Pau com un barquer
- Tsui Hark com un soldat de l'Exèrcit Blau